# ساباط پروهان
ساباط پروهان مربوط به دوره قاجار است و در دزفول، محله قلعه، کوچه پروهان واقع شده و این اثر در تاریخ ۱۲ بهمن ۱۳۸۱ با شمارهٔ ثبت ۷۰۹۴ به‌عنوان یکی از آثار ملی ایران به ثبت رسیده است.